# MAT2B
MAT2B (англ. Methionine adenosyltransferase 2B) – білок, який кодується однойменним геном, розташованим у людей на 5-й хромосомі. Довжина поліпептидного ланцюга білка становить 334 амінокислот, а молекулярна маса — 37 552.
| 10         |  | 20         |  | 30         |  | 40         |  | 50         |
| ---------- |  | ---------- |  | ---------- |  | ---------- |  | ---------- |
| MVGREKELSI |  | HFVPGSCRLV |  | EEEVNIPNRR |  | VLVTGATGLL |  | GRAVHKEFQQ |
| NNWHAVGCGF |  | RRARPKFEQV |  | NLLDSNAVHH |  | IIHDFQPHVI |  | VHCAAERRPD |
| VVENQPDAAS |  | QLNVDASGNL |  | AKEAAAVGAF |  | LIYISSDYVF |  | DGTNPPYREE |
| DIPAPLNLYG |  | KTKLDGEKAV |  | LENNLGAAVL |  | RIPILYGEVE |  | KLEESAVTVM |
| FDKVQFSNKS |  | ANMDHWQQRF |  | PTHVKDVATV |  | CRQLAEKRML |  | DPSIKGTFHW |
| SGNEQMTKYE |  | MACAIADAFN |  | LPSSHLRPIT |  | DSPVLGAQRP |  | RNAQLDCSKL |
| ETLGIGQRTP |  | FRIGIKESLW |  | PFLIDKRWRQ |  | TVFH       |  |            |

A: Аланін

C: Цистеїн

D: Аспарагінова кислота

E: Глутамінова кислота

F: Фенілаланін

G: Гліцин

H: Гістидин

I: Ізолейцин

K: Лізин

L: Лейцин

M: Метіонін

N: Аспарагін

P: Пролін

Q: Глутамін

R: Аргінін

S: Серин

T: Треонін

V: Валін

W: Триптофан

Кодований геном білок за функцією належить до фосфопротеїнів. 
Задіяний у таких біологічних процесах, як одновуглецевий метаболізм, альтернативний сплайсинг. 
Білок має сайт для зв'язування з НАДФ. 